# 胡秉柯

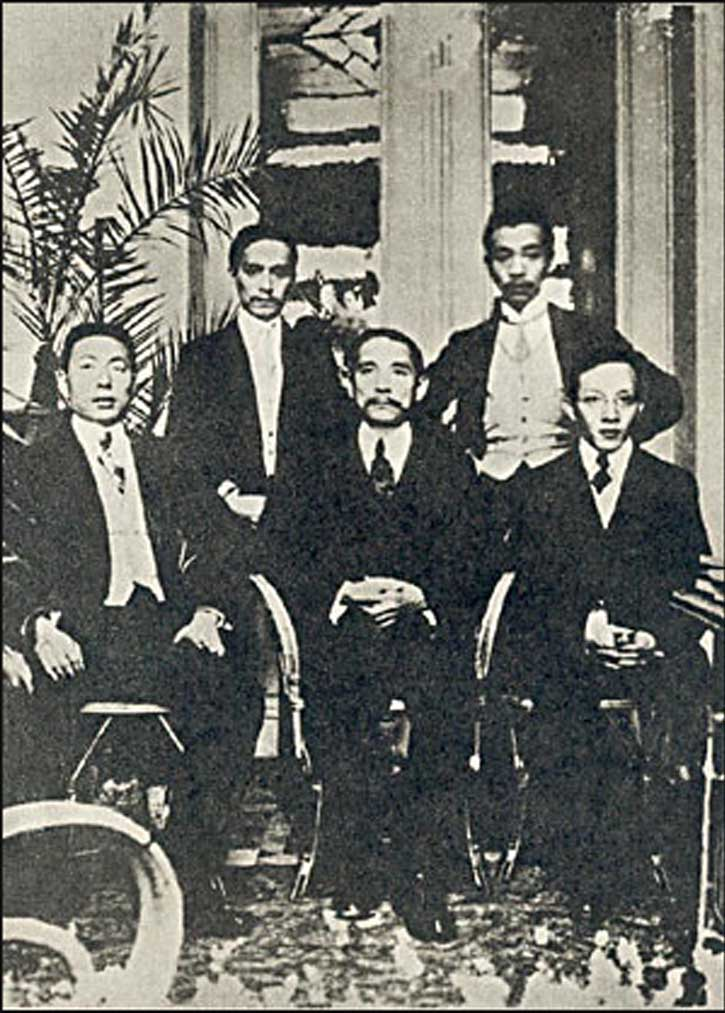
孫中山與中國留學生在比利時合影，約1905年。前排左起：魏宸組，孫中山，胡秉柯；後排左起：史青，朱和中

胡秉柯（1882年—1914年），字質齋。湖北潛江太和場人。中國民主革命家、中華民國政治人物。

## 生平
1898年，胡秉柯入縣學，後入经心书院、兩湖書院。1903年，中俄密約泄露引起輿論譁然，胡秉柯參加花園山聚會。1903年冬，胡秉柯公費派赴比利時留學。1905年春，孫中山由美國到歐洲，在比利時會見了胡秉柯、賀之才、史青等十餘人，胡秉柯等人遂宣誓加入革命團體（即同盟會的前身）。孫中山離開法國前，此前宣誓入會的留法學生湯薌茗、向國華、王發科、王相楚盜走黨人名單、入盟書及法國殖民大臣致安南總督的信函，向清國駐法國使館告密，孫中山大為震驚，旅比利時的革命黨人推舉胡秉柯前往法國慰問，並向清國駐法國公使孫寶琦探明事件真相，對告密的4人進行了警告。后來胡秉柯轉到巴黎大學學習法律，獲法學博士學位。1909年，胡秉柯因父親去世而歸國。后來他又去了法國。
武昌起義爆發后，孫中山返回中國，途中經過巴黎時，曾和法國政府方面人士談話，希望法國在中國内戰問題上保持中立，但沒有取得結果，遂在回國之前囑咐胡秉柯繼續交涉。此後胡秉柯訪問了法國外交部，會見了亞洲事務處專員布瓦梭納，也沒有得到滿意的答覆。胡秉柯遂經俄羅斯返回中國，途經黑龍江時曾企圖策動黑龍江巡撫周樹模「反正」，但沒有成功。南京臨時政府成立後，胡秉柯任總統府秘書，南京臨時參議院議員。南北議和后，胡秉柯到青島、武漢、南京、蘇州、上海等地發表演說。1913年初，胡秉柯當選民元國會參議院議員，此後他受到中華民國臨時大總統袁世凱約見。宋教仁遇刺後，他離開北京南下，剛抵達漢口即遭逮捕，經多方營救後出獄，隨即致信北京方面，呼籲袁世凱辭職。1913年7月12日，李烈鈞在湖口起兵討伐袁世凱，在南京的胡秉柯主張成立中央政府，但其主張無人響應。二次革命失敗後，他不斷咳血，1914年冬，在上海病逝。 